# Équipe du Vietnam des moins de 17 ans de football
Maillots
L'équipe du Vietnam des moins de 17 ans est une sélection de joueurs de moins de 17 ans au début des deux années de compétition placée sous la responsabilité de la Fédération du Viêt Nam de football.
L'équipe a terminé une fois quatrième de la Coupe d'Asie des nations des moins de 16 ans, mais n'a jamais participé à la Coupe du monde des moins de 17 ans.

## Parcours en Coupe d'Asie des nations de football des moins de 16 ans
- 1985 : Non inscrit
- 1986 : Non inscrit
- 1988 : Non inscrit
- 1990 : Non inscrit
- 1992 : Non inscrit
- 1994 : Non inscrit
- 1996 : Non inscrit
- 1998 : Non inscrit
- 2000 : 4e
- 2002 : 1er tour
- 2004 : 1er tour
- 2006 : 1er tour
- 2008 : Non qualifié
- 2010 : 1er tour
- 2012 : Non qualifié
- 2014 : Non qualifié
- 2016 : Quarts de finale
- 2018 : 1er tour
- 2023 : Qualifié

## Palmarès
- Championnat d'Asie du Sud-Est des moins de 16 ans
  - Vainqueur en 2006, en 2010 et en 2017